# Người Hopi

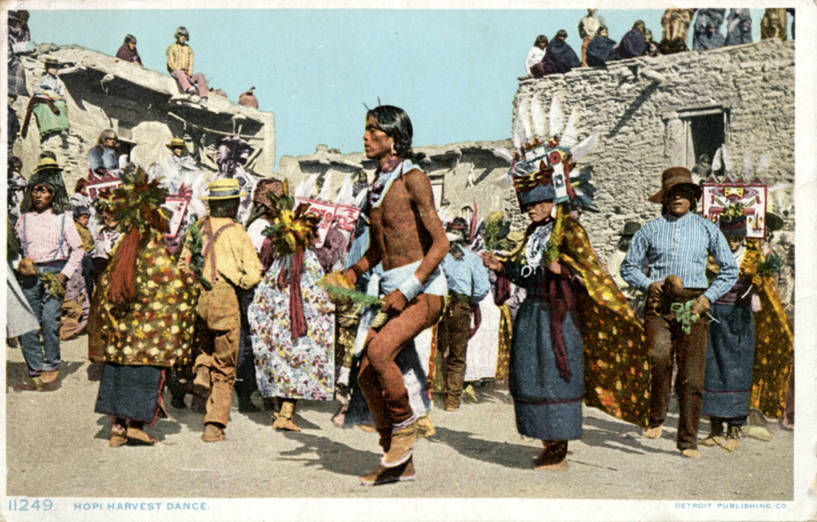
Một điệu nhảy nhân dịp thu hoạch của người Hopi

Người Hopi là những người da đỏ Mỹ bản địa chủ yếu sống ở đông bắc Arizona, họ sống tập trung tại Khu bảo tồn Hopi ở phía đông bắc Arizona, tuy nhiên, một số người Hopi đã đăng ký vào thành phần của Bộ lạc người da đỏ sông Colorado thuộc Khu bảo tồn người da đỏ sông Colorado tại biên giới Arizona và California. Theo Điều tra dân số Hoa Kỳ năm 2010 cho rằng có khoảng 19.338 công dân Hoa Kỳ tự nhận mình là người Hopi. Tiếng Hopi thuộc họ ngôn ngữ Uto-Aztecan. Nghĩa chính của từ Hopi là "một người cư xử, có cách cư xử, văn minh, hòa bình, lịch sự, người tuân theo đạo Hopi". Người Hopi thực hiện các nghi lễ tôn giáo của họ vì lợi ích của toàn thể trần gian, họ cũng có những lời tiên tri, dự ngôn khó hiểu. Một số tin rằng đây là giống dân trái ngược với các bộ lạc hiếu chiến khác sống nhờ vào việc cướp bóc.

## Văn hoá

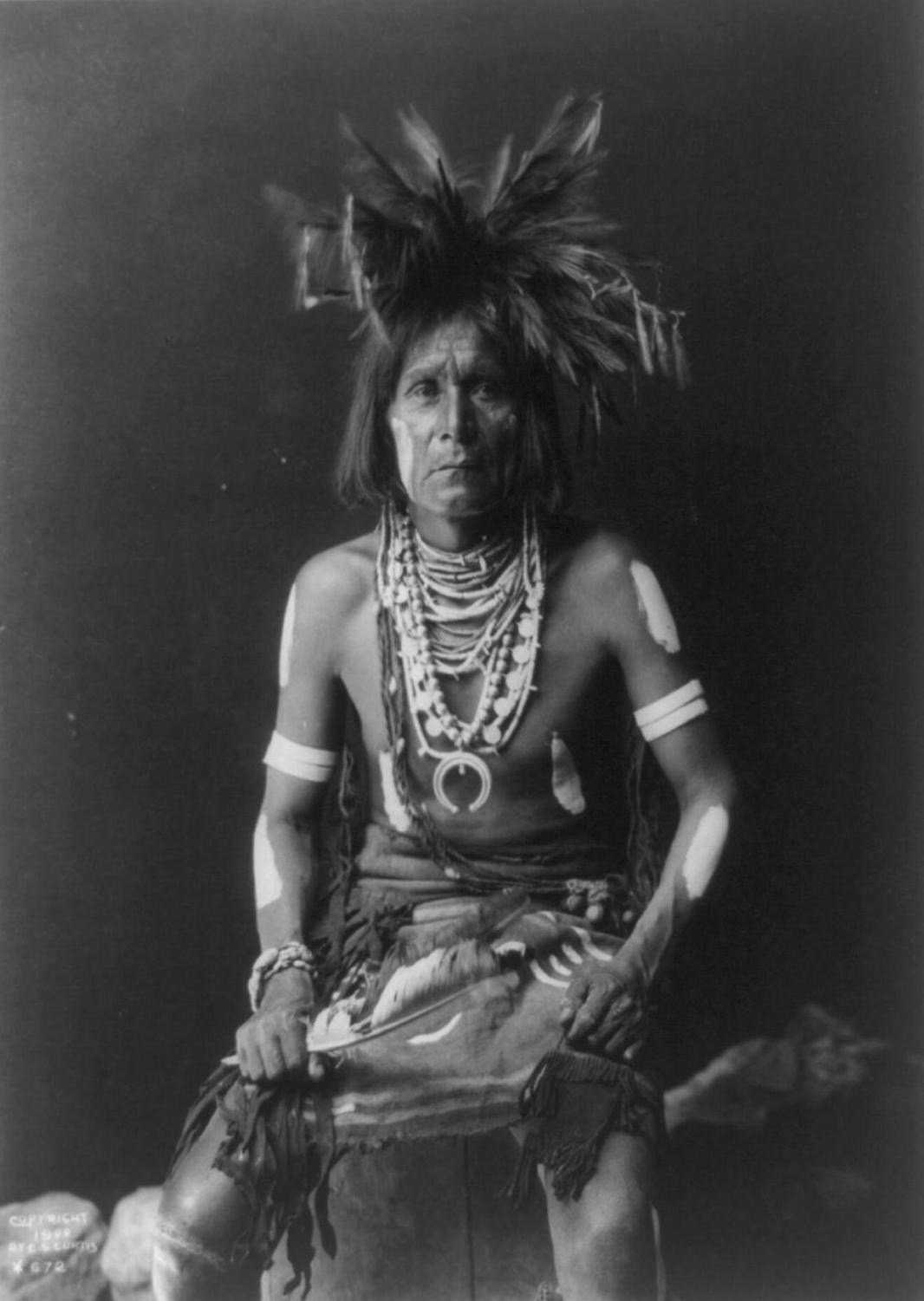
Một thầy phù thuỷ người Hopi

Tên gọi Hopi là một khái niệm bắt nguồn sâu sắc từ tôn giáo, tâm linh và quan điểm của nền văn hóa này về đạo đức và luân lý. Để trở thành người Hopi là phấn đấu hướng tới khái niệm này, bao gồm trạng thái tôn kính hoàn toàn mọi thứ, hòa bình với những thứ này và sống theo chỉ dẫn của Maasaw vốn là Đấng sáng tạo hay Người coi sóc Trái đất. Người Hopi tự tổ chức thành các gia tộc mẫu hệ vàtrẻ em được sinh ra trong gia tộc của mẹ chúng. Các gia tộc trải dài khắp các ngôi làng. Trẻ em được đặt tên bởi những người phụ nữ trong gia tộc của cha. Sau khi đứa trẻ được ra mắt trước Mặt trời, những người phụ nữ trong gia tộc của cha sẽ tập hợp lại và đặt tên cho đứa trẻ để vinh danh gia tộc của người cha. Trẻ em có thể được đặt hơn 40 tên gọi. Một người cũng có thể đổi tên khi nhập môn vào các cộng đồng tôn giáo truyền thống hoặc một sự kiện quan trọng trong cuộc đời.
Người Hopi hiểu rằng đất đai của họ là thiêng liêng và hiểu vai trò của họ là người coi sóc đất đai mà họ thừa hưởng từ tổ tiên. Nông nghiệp có ý nghĩa quan trọng đối với lối sống và nền kinh tế của người Hopi. Kiến trúc thời tiền tiếp xúc phản ánh xã hội Hopi ban đầu và nhận thức về nhà cửa và gia đình. Nhiều ngôi nhà của người Hopi có chung đặc điểm với các bộ lạc Pueblo lân cận. Các cấu trúc nhà của cộng đồng bao gồm phòng khách, phòng chứa đồ và nơi tôn giáo, được gọi là Kivas. Nông nghiệp là một phần quan trọng của nền văn hóa Hopi, và các ngôi làng của họ trải dài khắp phía bắc Arizona. Người Hopi và người Navajo không có khái niệm về việc đất đai bị giới hạn và phân chia. Người Hopi đã định cư tại các ngôi làng cố định, trong khi người Navajo du mục di chuyển khắp bốn góc. Cả hai đều sống trên vùng đất mà tổ tiên của họ đã từng sống.
Theo truyền thống, người Hopi là những người nông dân nhỏ hoặc tự cung tự cấp, những người khác kiếm sống bằng cách tạo ra nghệ thuật Hopi, đáng chú ý là chạm khắc búp bê Katsina, chế tác đồ gốm đất nung và thiết kế và sản xuất đồ trang sức tinh xảo, đặc biệt là bạc nguyên chất. Người Hopi hái lượm và sấy khô một loại cây bản địa lâu năm có tên là Thelesperma megapotamicum được biết đến với tên gọi thông thường là trà Hopi và họ sử dụng nó để làm trà thảo mộc giống như một loại thuốc chữa bệnh và thuốc nhuộm màu vàng. Tù trưởng Oraibi là Lololoma, vốn nhiệt tình ủng hộ nền giáo dục của người Hopi, nhưng người dân của ông lại chia rẽ về vấn đề này. Vào ngày 16 tháng 12 năm 1882, Tổng thống Chester A. Arthur đã ban hành một sắc lệnh hành pháp tạo ra một khu bảo tồn cho người Hopi với quy mô nhỏ hơn Khu bảo tồn Navajo là khu bảo tồn lớn nhất cả nước. Vào ngày 24 tháng 10 năm 1936, Bộ lạc Hopi đã phê chuẩn hiến pháp của mình tạo lập một chính quyền đơn viện, trong đó mọi quyền lực đều được trao cho một Hội đồng bộ lạc. Quyền hạn và thẩm quyền truyền thống của các Làng Hopi được bảo tồn theo Hiến pháp năm 1936.

## Tham khảo

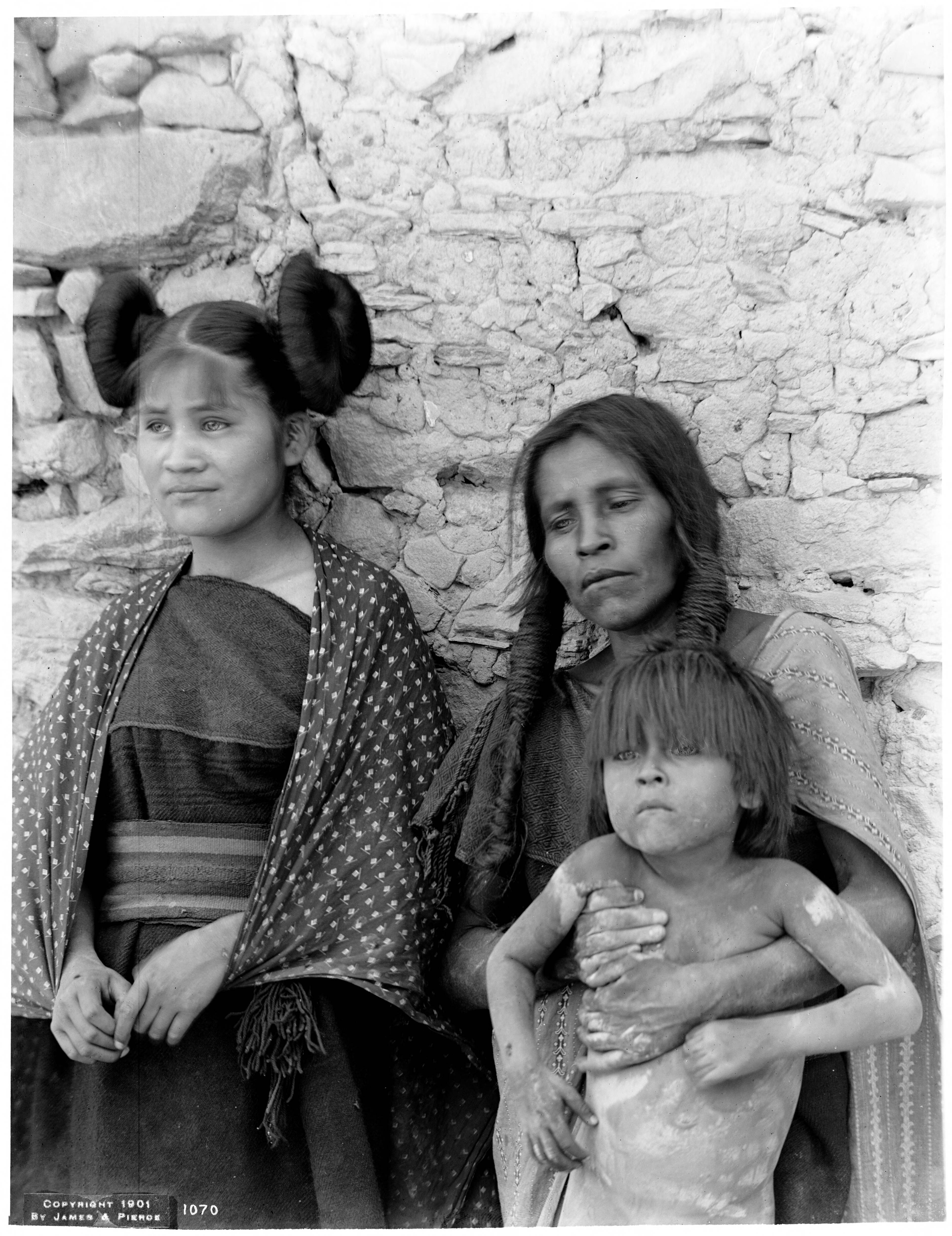
Hình chụp một gia đình người Hopi

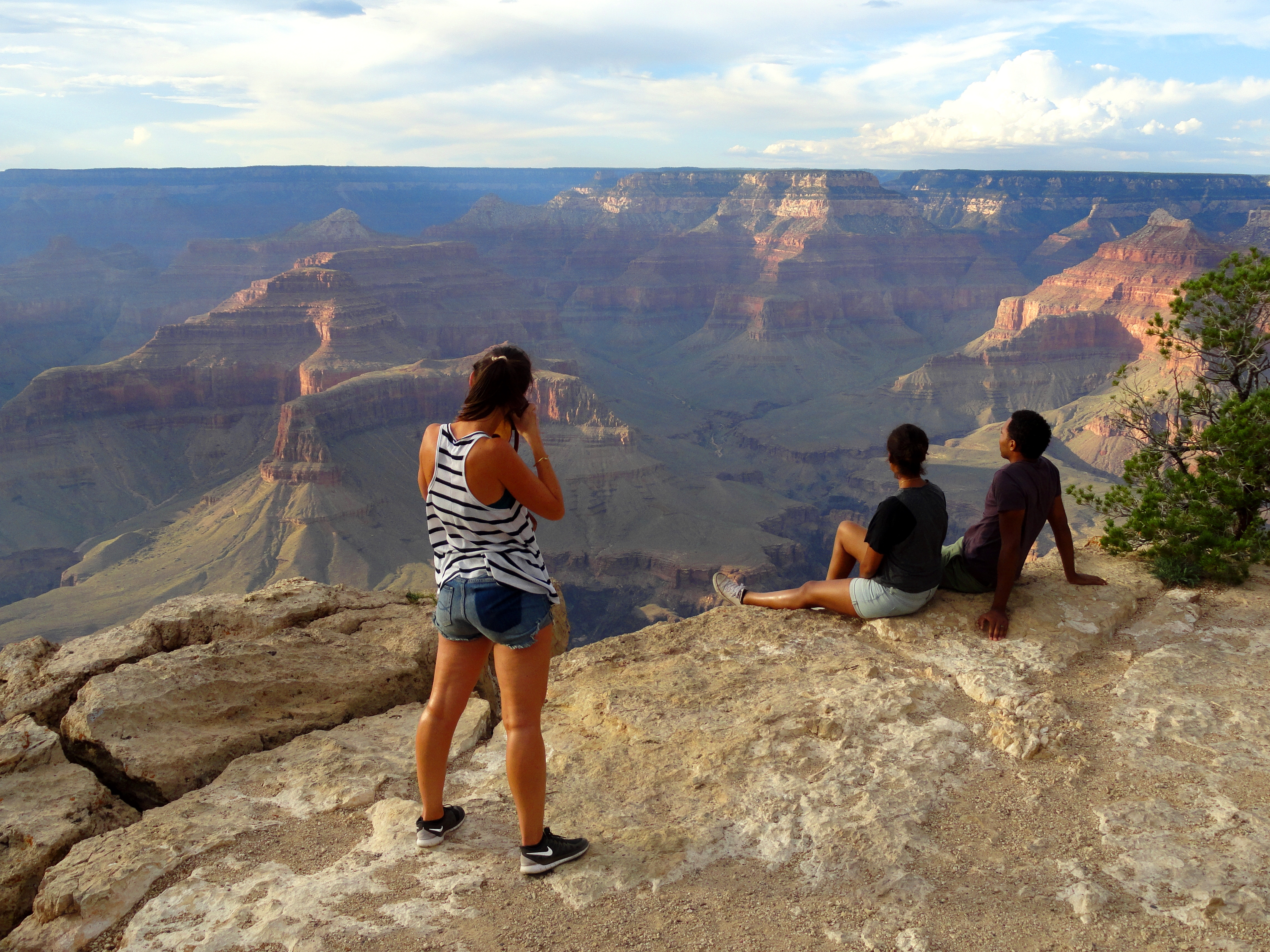
Vùng đất tổ của người Hopi